# Хуло
Ху́ло (груз. ხულო) — містечко (даба) в Аджарії,  Грузія, за 88 км на схід від Батумі. Адміністративний центр Хулойського муніципалітету. Раніше місто мало назву Хула.

## Видатні уродженці
- Давид Габаїдзе — Голова Верховної Ради Аджарської Автономної Республіки.